# استان الجزیره
استان الجزیره (به عربی: ولایة الجزائر) یک استان در الجزایر است که در شمال این کشور واقع شده‌است.

## خصوصیات
استان الجزیره ۲۷۳ کیلومترمربع مساحت و ۲٬۹۴۷٬۴۶۱ نفر جمعیت دارد.